# Astronidium sudestense
Astronidium sudestense är en tvåhjärtbladig växtart som beskrevs av J.F. Maxwell. Astronidium sudestense ingår i släktet Astronidium och familjen Melastomataceae. Inga underarter finns listade i Catalogue of Life.